# Émile Cornellie
Émile François Cornellie (Vlissingen, Zelanda, 15 d'agost de 1869 - Anvers, 27 de desembre de 1945) va ser un regatista belga que va competir a començaments del segle xx. Era el pare de Florimond Cornellie.
El 1920 va prendre part en els Jocs Olímpics d'Anvers, on va guanyar la medalla d'or en els 6 metres (1907 rating) del programa de vela, a bord del Edelweiß, junt a Florimond Cornellie i Frédéric Bruynseels.